# Палаје (Пистоја)
Палаје је насеље у Италији у округу Пистоја, региону Тоскана.
Према процени из 2011. у насељу је живело 74 становника. Насеље се налази на надморској висини од 60 м.